# Citrus undulata
Espèce
Citrus undulata ou fausse orange est (ou était) un agrume sauvage des forêts du bassin supérieur du Dothio, en Nouvelle-Calédonie. 

## Dénomination
Le père Xavier Montrousier décrit dans sa Flore de l'ile Art près de la Nouvelle Calédonie (1860) l'espèce Oxanthera fragans du «genre Oxanthera» (Montrous.) famille des Aurantiacaœ. A. Guillaumin dans sa monographie sur Les oranger sauvages de Nouvelle Calédonie (1911) accepte la suppression du genre par Beauvisage et retient Citrus oxanthera.  
Guillaumin, dans sa description (1938) caractérise Citrus undulata sp. nov. par sa feuille ondulée sur les bords et n'accepte pas le genre Oxanthera.  
On trouve encore comme synonyme Oxanthera undulata (Guillaumin) Swingle. 

## Une plante mal connue
Dans son texte (1938) Guillaumin écrit que la plante est excessivement rare. La plante est absente des grandes collections d'agrumes, seul l'herbier du Muséum contient un spécimen sans fruits ni fleur récolté par B. Balansa en novembre 1870. Philippe Bouchet et al. (1994) mettent Oxanthera undulata dans la liste des plantes révisées à Flore de Nouvelle-Calédonie et répertoriées comme n'ayant pas été vues dans les 80 dernières années .
La plante est inscrite dans la liste rouge de l'UICN: en danger critique d'extinction selon le critère D.

### Description
Walter Reuther (1967) reprend les indications de Guillaumin (qui n'a pas vu la fleur) et le décrit comme un arbre de 5 à 6 m de haut, très glabre; feuilles fines ovales-lancéolées de 9 × 4 cm, aux bords ondulés et à nervures très fines, pétiole court de 0,5 à 1 cm sans ailes. Fruit ovale, 2,5 × 2 cm, qui ressemble à celui de C. neocaledonica.